# Catena di omicidi in Iran
Per Catena di omicidi in Iran (in inglese Chain murders of Iran, in persiano قتل‌های زنجیره‌ای ایران‎) si intende il periodo tra il 1988 e il 1998 in Iran caratterizzato dalla morte o scomparsa di numerosi intellettuali dissidenti del neo-nato regime islamico.
Oltre 80 i cittadini dissidenti (principalmente intellettuali) uccisi in questo periodo.
Tra le vittime più importanti si ricordano Dariush Forouhar e la moglie Parvaneh Forouhar, Fereydoun Farrokhzad, Shapur Bakhtiar, Abdul Rahman Ghassemlou, Sadegh Sharafkandi.